# Svend Svendsen
Svend Svendsen, född 20 september 1918 i Bergen, död där 21 februari 1995, var en norsk skådespelare. Han var bror till skådespelaren Erik Svendsen.
Svendsen var 1940–1952 engagerad vid Trøndelag Teater och därefter vid Folketeatret och Den Nationale Scene. Han filmdebuterade 1956 i Gylne ungdom och medverkade därefter i filmen Hans Nielsen Hauge (1961) och TV-serien Maksveringar (1973).
Tillsammans med Lothar Lindtner, Wenche Kvamme, Rhine Skaanes och Randolf Walderhaug gav han 1986 ut en skiva med visor från Bergen, Engler med paraply.

## Filmografi
- 1956 – Gylne ungdom
- 1961 – Hans Nielsen Hauge
- 1973 – Maksveringar (TV-serie)